# Луиђи Датоме
Луиђи Датоме (итал. Luigi Datome; Монтебелуна, 27. новембар 1987) бивши је италијански кошаркаш. Играо је на позицијама крила и крилног центра.

## Клупска каријера
Наступајући у дресу Виртус Роме проглашен је за најкориснијег играча италијанске Серије А за сезону 2012/13. Дана 16. јула 2013. потписао је двогодишњи уговор са Детроит пистонсима. Током јануара 2015. био је кратко на позајмици у екипи Гранд рапидс драјв из НБА развојне лиге. У фебруару 2015. мењан је у Бостон селтиксе.
У јулу 2015. се вратио у Европу и потписао уговор са Фенербахчеом. У екипи Фенербахчеа је провео наредних пет сезона и током тог периода је освојио једну Евролигу, три титуле првака Турске, три трофеја у Купу и два у Суперкупу. Крајем јуна 2020. се вратио у италијанску кошарку и потписао уговор са Олимпијом из Милана. Након три године у екипи из Милана, Датоме је завршио играчку каријеру.

## Репрезентација
Наступао је за репрезентацију Италије на шест Европских првенстава — 2007, 2011, 2013, 2015, 2017. и 2022. као и на Светским првенствима 2019. и 2023. године.

## Успеси

### Клупски
- Монтепаски Сијена:
  - Првенство Италије (1): 2003/04.
  - Суперкуп Италије (1): 2004.

- Фенербахче:
  - Евролига (1): 2016/17.
  - Првенство Турске (3): 2015/16, 2016/17, 2017/18.
  - Куп Турске (3): 2016, 2019, 2020.
  - Суперкуп Турске (2): 2016, 2017.

- Олимпија Милано:
  - Првенство Италије (2): 2021/22, 2022/23.
  - Куп Италије (2): 2021, 2022.
  - Суперкуп Италије (1): 2020.

### Појединачни
- Идеални тим Евролиге — друга постава (1): 2015/16.
- Најкориснији играч Првенства Италије (1): 2012/13.
- Најкориснији играч финала Првенства Италије (1): 2022/23.
- Најкориснији играч финала Првенства Турске (1): 2015/16.
- Најкориснији играч финала Купа Турске (2): 2019, 2020.
- Најкориснији играч Купа Италије (1): 2021.
- Најкориснији играч Суперкупа Турске (1): 2017.